# Itália nos Jogos Olímpicos de Inverno de 1976
A Itália competiu nos Jogos Olímpicos de Inverno de 1976, realizados em Innsbruck, Áustria.